# МЖРБЛ в сезоне 2011/2012
МЖРБЛ в сезоне 2011/2012 — первый сезон Международной женской региональной баскетбольная лиги. 8 октября 2011 года Лига стартовала в городах бывшей Югославии. Победителем лиги стал сербский «Партизан Галеника».

## Участники
| Страна               | Клуб              | Город     | Стадион                   | Достижения в национальных чемпионатах 2010/11 | Участие в Европейских первенствах | Участие в Европейских первенствах |
| -------------------- | ----------------- | --------- | ------------------------- | --------------------------------------------- | --------------------------------- | --------------------------------- |
| Сербия               | Партизан Галеника | Белград   | «Hala sportova»           | Чемпион                                       | Кубок Европы                      | Кубок Европы                      |
| Сербия               | Гемофарм Стада    | Вршац     | «Millennium»              | 2-е место                                     |                                   |                                   |
| Сербия               | Радивой Корач     | Белград   | «Sport eko»               | 3-е место                                     |                                   |                                   |
| Сербия               | Войводина         | Нови-Сад  | «Mala sala SPC Vojvodina» | 4-е место                                     |                                   |                                   |
| Сербия               | Воздовац          | Белград   | «Hala Sumice»             | 5-е место                                     |                                   |                                   |
| Босния и Герцеговина | Млади Крайичник   | Баня-Лука | «SD Obilićevo»            | Чемпион                                       |                                   |                                   |
| Босния и Герцеговина | Целик             | Зеница    | «Arena Zenica»            | 2-е место                                     |                                   |                                   |
| Босния и Герцеговина | Слобода           | Нови-Град | «Sportstka dvorana»       | 5-е место                                     |                                   |                                   |
| Словения             | Атлет Целе        | Целе      | «Gimnazija Celje»         | 2-е место                                     |                                   |                                   |
| Черногория           | Будучност         | Подгорица | «T-com Donja Gorica»      | 2-е место                                     |                                   |                                   |

## Регламент
Турнир проводится в два этапа
1) регулярный сезон — 10 команд с 8 октября 2011 года по 25 февраля 2012 года играют между собой по круговой системе дома и на выезде;
2) финальный — четыре лучшие команды выходят в Финал четырёх, который будет проводиться с 3 по 4 марта 2012 года на площадке одного из клубов по системе плей-офф.

## Регулярный сезон
Турнирная таблица
| Место | Команда           | И  | В  | П  | М           | Очки |
| ----- | ----------------- | -- | -- | -- | ----------- | ---- |
| 1     | Партизан Галеника | 18 | 17 | 1  | 1516 − 1155 | 35   |
| 2     | Целик             | 18 | 13 | 5  | 1302 − 1240 | 31   |
| 3     | Гемофарм Стада    | 18 | 12 | 6  | 1301 − 1117 | 30   |
| 4     | Воздовац          | 18 | 11 | 7  | 1226 − 1211 | 29   |
| 5     | Радивой Корач     | 18 | 11 | 7  | 1263 − 1256 | 29   |
| 6     | Атлет Целе        | 18 | 9  | 9  | 1341 − 1319 | 27   |
| 7     | Млади Крайичник   | 18 | 7  | 11 | 1280 − 1243 | 25   |
| 8     | Будучност         | 18 | 7  | 11 | 1139 − 1312 | 25   |
| 9     | Войводина         | 18 | 2  | 16 | 1105 − 1269 | 20   |
| 10    | Слобода           | 18 | 1  | 17 | 1089 − 1440 | 19   |

## Финал четырёх

### Полуфинал
| 3 марта 2012 19:30 MSK | | Партизан Галеника | 84 : 61                                                                                  | Воздовац | «Arena Zenica», Зеница Зрителей: 200 |
| 3 марта 2012 19:30 MSK | 25 : 15, 24 : 22, 12 : 16, 23 : 8                                                                                      |                   |                                                                                          |          | «Arena Zenica», Зеница Зрителей: 200 |
| 3 марта 2012 19:30 MSK | Дабович 17, Радуновиц 11, Гладден 11, Прцич 10, Радочай 9, Роглич 7, Иванчевиц 7, Антич 4, Радич 4, Дурич 2, Бучевац 2 | Очки              | Вранчич 14, С.Иванович 13, Дангубич 12, М.Иванович 10, Ковачевич 8, Живанович 2, Папич 2 |          | «Arena Zenica», Зеница Зрителей: 200 |

| 3 марта 2012 22:00 MSK | отчёт | Целик                                        | 77 : 72  | Гемофарм Стада                                  | «Arena Zenica», Зеница Зрителей: 1 500 |
| 3 марта 2012 22:00 MSK | отчёт | 22 : 15, 17 : 25, 17 : 19, 21 : 13           |          |                                                 | «Arena Zenica», Зеница Зрителей: 1 500 |
| 3 марта 2012 22:00 MSK | отчёт | Бура 20, Веселовски 14, Ристич 13, Бейтиц 12 | Очки     | Цадьо 21, Станкович 20, Айдукович 16, Мандич 10 | «Arena Zenica», Зеница Зрителей: 1 500 |
| 3 марта 2012 22:00 MSK | отчёт | Толикова 8, Бейтиц 7, Бура 5                 | Подборы  | Мандич 10, Айдукович 6                          | «Arena Zenica», Зеница Зрителей: 1 500 |
| 3 марта 2012 22:00 MSK | отчёт | Веселовски 4, Ристич 3                       | Передачи | Станкович 5                                     | «Arena Zenica», Зеница Зрителей: 1 500 |

### ФИНАЛ
| 4 марта 2012 20:00 MSK | отчёт | Целик                                 | 65 : 74  | Партизан Галеника                 | «Arena Zenica», Зеница |
| 4 марта 2012 20:00 MSK | отчёт | 22 : 17, 12 : 27, 17 : 10, 14 : 20    |          |                                   | «Arena Zenica», Зеница |
| 4 марта 2012 20:00 MSK | отчёт | Бейтиц 22, Веселовски 17, Толикова 11 | Очки     | Радочай 18, Гладден 10, Дабович 9 | «Arena Zenica», Зеница |
| 4 марта 2012 20:00 MSK | отчёт | Толикова 6, Бура 6, Веселовски 5      | Подборы  | Радунович 5, Роглич 4, Прцич 4    | «Arena Zenica», Зеница |
| 4 марта 2012 20:00 MSK | отчёт | Веселовски 2, Ристич 2, Бейтиц 2      | Передачи | Антич 2                           | «Arena Zenica», Зеница |

| Победитель МЖРБЛ 2011/12    |
| --------------------------- |
| Партизан Галеника 1-й титул |

| Самый ценный игрок        |
| ------------------------- |
| Тамара Радочай «Партизан» |

Символическая пятёрка турнира
- Тамара Радочай (Партизан),  Саша Цадьо (Гемофарм),  Тина Требец (Атлет Целе),  Наташа Попович (Будучност),  Анна Толикова (Целик)[1]

## Победитель (Партизан Галеника)
Елена Антич 
 Мирьяна Биронья 
 Дайана Бутулия 
 Наташа Бучевач 
 Лидия Вучкович
 Алисия Гладден
 Милица Дабович 
 Наташа Иванчевиц
 Дуня Прцич
 Елена Радич
 Тамара Радочай 
 Хайдана Радунович
  Ива Роглич 
 Дина Сеснич
  Бояна Янкович
  Неда Дурич
Главный тренер —  Марина Маликович

### Лидеры сезона по средним показателям за игру
| Показатель                   | Игрок            | Команда          | Статистика |
| ---------------------------- | ---------------- | ---------------- | ---------- |
| Очки в среднем за игру       | Тея Облак        | «Атлет Целе»     | 18.7       |
| Подборов в среднем за игру   | Наташа Попович   | «Будучност»      | 8.7        |
| Передач в среднем за игру    | Биляна Станкович | «Гемофарм Стада» | 4.9        |
| Перехватов в среднем за игру | Жасмин Бигович   | «Будучност»      | 2.8        |
| Блок-шотов в среднем за игру | Наташа Попович   | «Будучност»      | 2.4        |